# Examination Day at School
Examination Day at School è un cortometraggio muto del 1910 diretto da David W. Griffith.
Secondo la scheda su Silent Era, Mary Pickford non appare nel film.

## Produzione
Il film fu prodotto dalla Biograph Company e fu girato a Westfield, nel New Jersey.

## Distribuzione
Distribuito dalla Biograph Company, il film - un cortometraggio di una bobina - uscì nelle sale cinematografiche statunitensi il 29 settembre 1910. Una copia del film esiste ancora oggi.